# Планалту (Баия)
Планалту (порт. Planalto)  —  муниципалитет в Бразилии, входит в штат Баия. Составная часть мезорегиона Юго-центральная часть штата Баия. Входит в экономико-статистический микрорегион Витория-да-Конкиста. Население составляет 20 380 человек на 2006 год. Занимает площадь 722,987 км². Плотность населения — 28,2 чел./км².

## История
Город основан в 1962 году.

## Статистика
- Валовой внутренний продукт на 2003 год составляет 42 888 715,00 реалов (данные: Бразильский институт географии и статистики).
- Валовой внутренний продукт на душу населения на 2003 год составляет 2043,29 реалов (данные: Бразильский институт географии и статистики).
- Индекс развития человеческого потенциала на 2000 год составляет 0,598 (данные: Программа развития ООН).